# 2008 في تونس
فيما يلي قوائم الأحداث التي وقعت خلال عام 2008 في تونس.

## سياسة

### تعيين في المنصب
- 1 يناير – عثمان بطيخ مفتي الجمهورية.
- 29 أغسطس – عبد الرؤوف الباسطي وزير الثقافة.

### انتهاء فترة المنصب
- 1 يناير – كمال الدين جعيط مفتي الجمهورية.

## أفلام
من الأفلام التي صدرت هذه السنة في تونس:
- 1 يناير – ثلاثون من إخراج الفاضل الجزيري.
- 1 يناير – جنون من إخراج الفاضل الجعايبي.
- 10 مارس – الحادثة من إخراج رشيد فرشيو.

## وفيات

### يناير
- 10 يناير – عبد العزيز القرجي (مواليد 1928) فنان تونسي.

### فبراير
- 7 فبراير – مصطفى الفارسي (مواليد 1931) كاتب تونسي.

### أبريل
- 9 أبريل – شبيلة راشد (مواليد 1933) مغنية تونسية.
- 27 أبريل – أوليفييه كليمون كاكوب (مواليد 1920) مهندس معماري فرنسي.

### مايو
- 26 مايو – عبد العزيز بوراوي (مواليد 1923) نقابي تونسي.
- 31 مايو – سمير العيادي (مواليد 1947)

### يونيو
- 6 يونيو – محمد الشرفي (مواليد 1936) قانوني تونسي.

### يوليو
- 4 يوليو – إبراهيم المحواشي (مواليد 1924)

### سبتمبر
- 17 سبتمبر – الحبيب موقو (مواليد 1927)
- 28 سبتمبر – جورج عدة (مواليد 1916)

### ديسمبر
- 15 ديسمبر – حسيب بن عمار (مواليد 1924)